# 観音堂 (大同市)
観音堂（かんのんどう）は、中華人民共和国山西省大同市にある仏教寺院。

## 歴史
観音堂は、遼の重煕年間（1032年-1055年）に創建された。
清初に兵火に遭い、ほとんどが破壊されたが、順治8年（1651年）に再建された。
1996年1月、山西省人民政府は仏寺を山西省重点文物保護単位に認定した。

## 伽藍
戯台（舞台）、中門、正殿、三真殿、山門、三龍の琉璃影壁

## 国宝
- 明の三龍の琉璃影壁
- 遼の石仏像16体